# Resavska (Bělehrad)
Resavska (srbsky Ресавска) je ulice v Bělehradu. Pojmenována je po řece Resavě. Je vedena v ose chrámu svatého Marka, významné bělehradské pamětihodnosti.
Ulice je dlouhá 1,35 km. Její severní konec začíná u bulváru krále Alexandra. Odtud klesá a překonává nejprve ulici Kralja Milana a potom Nemanjinu. Odtud směřuje dále na jihozápad až k Univerzitnímu klinickému centru Srbska. 
V severní části třídy (od ulice Nemanjina až k chrámu svatého Marka) je ulice rušnou dopravní tepnou a vedena je zde tramvajová trať. V jižní části až k velké nemocnici je ulice vedena jako méně frekventovaná. 
Mezi významné objekty na této ulici patří (od severu k jihu): Velvyslanectví Brazílie, bývalý dům společnosti Jugohemija (Resavska 31 ) Dům Sdružení novinářů Srbska, Studentské kulturní centrum (srbsky Studentski kulturni centar), park Manjež, Muzeum města Bělehradu a poliklinika Savski Venac.